# Meigermühle
Meigermühle ist ein Wohnplatz, der zur Stadt Lohmar im Rhein-Sieg-Kreis in Nordrhein-Westfalen gehört. 

## Geographie
Meigermühle liegt im Südwesten von Lohmar. Umliegende Ortschaften und Weiler sind Hoverhof im Norden, Kirchscheid, Scheiderhöhe und Wielpütz im Nordosten, Besenbroich im Osten, Heppenberg, Donrath, Sottenbach und Pützrath im Südosten, Lohmar-Ort im Süden, Altenrath im Südwesten bis Westen sowie Helmgesmühle, Meigerhof und Feienberg im Nordwesten.
Meigermühle wird von einem namenlosen orographisch linken Nebenfluss der Sülz durchflossen. Südlich von Meigermühle fließt die Sülz.

## Geschichte
1885 hatte die Meigermühle ein Wohnhaus mit sieben Bewohnern.
Bis 1969 gehörte Sottenbach zu der bis dahin eigenständigen Gemeinde Scheiderhöhe.

## Verkehr
- Meigermühle liegt an der Landesstraße 288.
- Der nächstgelegene Bahnhof liegt in Rösrath.
- Die Buslinie 556 verbindet den Ort mit Siegburg und Rösrath. Meigermühle gehört zum Tarifgebiet des Verkehrsverbund Rhein-Sieg (VRS).